# Raomari
Raomari è un sottodistretto (upazila) del Bangladesh situato nel distretto di Kurigram, divisione di Rangpur. Si estende su una superficie di 197,8 km² e conta una popolazione di 137.040 abitanti (censimento 2011).